# Desmophyes annectens
Desmophyes annectens är en nässeldjursart som beskrevs av Ernst Haeckel 1888. Desmophyes annectens ingår i släktet Desmophyes och familjen Prayidae. Inga underarter finns listade i Catalogue of Life.